# Liceul Teoretic „Tamási Áron” din Odorheiu Secuiesc
Liceul Teoretic „Tamási Áron”, mai demult Liceul Romano-Catolic din Odorheiu Secuiesc, este o unitate de învățământ preuniversitar din Odorheiu Secuiesc. Clădirea liceului a fost clasificată ca monument istoric, sub cod LMI HR-II-m-B-12897. Imobilul se află lângă Biserica Romano-Catolică Sfântul Nicolae din Odorheiu Secuiesc, clasificată de asemenea ca monument istoric.

## Istoric
Prima școală din localitate a fost înființată de ordinul dominican în secolul al XIV-lea. În anul 1593 iezuiții, propovăduitorii evlaviei și a cultivării științelor, în frunte cu călugărul Gergely Vásárhelyi au deschis o instituție de învățământ mediu în Odorheiu Secuiesc, instituție care a fost precursoarea liceului actual.
La început, doar unele încăperi ale parohiei romano-catolice din oraș au fost folosite cu scop de învățământ.
Din cauza situației instabile din sfârșitul secolului al XVI-lea, catolicii dispar din oraș, iar activitatea de învățământ încetează. În anul 1651 ordinul iezuit, prin călugărul Mátyás Sámbár, reușește să restabilească școala în clădirea parohiei catolice.
Tot Mátyás Sámbár este cel care inițiază construcția unei clădiri proprii, iar sfatul lui se ascultă în anii 1660, când se construiește clădirea „Tanoda” (Școală), care servește instituția timp de 200 de ani. Această clădire a avut un singur etaj, 8 săli și o locuință pentru pedellus (în limba maghiară, asemănător directorului de azi). A fost legată cu parohia catolică cu o scară. În anul 1740 școala are 60 de elevi.
Din cauza lipsei de spațiu, în anul 1871 se construiește clădirea „Póttanoda” (Școala suplimentară), cu trei săli, în strada Școlii de azi. Aceasta a fost demolată în anul 1990, fiind dărăpănată.
Iezuiții au condus școala până la anul 1771, după care administratorul instituției devine Dieceza de Alba Iulia.
La sfârșitul secolului al XIX-lea vechile clădiri ale liceului se dovedesc a fi învechite. De aceea, între anii 1890-1891, în Piața de Sus (piața Márton Áron de azi), din donațiile satelor din împrejurime, se construiește noua clădire a liceului romano-catolic (în care se află internatul de azi al liceului), în stil neoclasicist. Aceasta avea 24 de camere, 8 săli de clasă, 2 săli profesorale, bibliotecă, sală de consiliu, locuință de serviciu cu 4 camere pentru directorul liceului, sală de gimnastică și o sală de festivități.
În 1909 este demolată prima clădire a liceului („Tanoda”), iar între anii 1909 - 1910 se construiește (cu sprijin financiar din partea Bisericii Romano-Catolice din Ardeal și a statului maghiar) noua clădire impozantă în stilul eclectic-Secession, cu 3 etaje, locuință de serviciu pentru directorul liceului, sală de gimnastică, etc. (clădirea în care liceul se află și azi). Clădirea a fost proiectată de Sándor Pápai, arhitect renumit în acea vreme.
În perioada interbelică, liceul întâmpină multe dificultăți, susținătorul școlii, Biserica Romano-Catolică din Ardeal pierzând toate sursele de finanțare.
În perioada 1940-1944 liceul a purtat numele lui Dávid Baróti Szabó, un fost elev al instituției.
În anul 1949, după Al Doilea Război Mondial, liceul a fost naționalizat de statul român, fiindu-i atribuit numele „Liceul Teoretic cu Predare în Limba Maghiară”, iar în anul 1958 primește numele fostului prim-ministru comunist, Dr. Petru Groza. Astfel, schimbându-se și profilul instituției, liceul se numește Liceul Industrial „Dr. Petru Groza”. În această vreme, liceul a avut atât clase cu predare în limba română, cât și clase cu predare în limba maghiară. Între anii 1960-1977 liceul a funcționat ca liceu cu profil real-umanist, iar între anii 1977-1984 ca liceu cu profil matematică-fizică. În anul 1984 liceul a fost transformat din nou în liceu industrial.
După căderea regimului comunist, în 1990, liceul primește numele lui Áron Tamási, scriitor renumit, absolvent al liceului, aceasta fiind numele pe care liceul îl poartă și în prezent. După 1989 liceul a redobândit statutul de liceu teoretic, având doar clase cu predare în limba maghiară.
În 2000 liceul fuzionează cu Liceul Sanitar „Dr. Imre Domokos”, primind și clădirea fostului Liceu Romano-Catolic de Fete, construită în perioada 1879-1880.
Pe 18 decembrie 2023 un perete al internatului liceului s-a prăbușit, provocând mai multe victime.

## Elevi
- Péter Zöld (1727-1795), folclorist
- Balázs Orbán (1829-1890), explorator și scriitor, membru al Academiei Maghiare
- Fortunát Boros (1895-1953), călugăr franciscan, scriitor, deținut poltitic
- Áron Tamási (1891-1966), scriitor
- Attila Verestóy (1954-2018), politician, om de afaceri